# Susning.nu

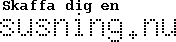
Logo de Susning.

Susning.nu est un site web suédois, de type wiki, qui a fonctionné sur le principe d'une encyclopédie librement modifiable par ses utilisateurs. Il a été fondé en 2001 par le programmeur informatique suédois Lars Aronsson, fondateur du projet Runeberg, et a fermé en 2004. Il a été le plus gros wiki de Suède, devant la Wikipédia en suédois,.
Le but premier du site n'était pas la construction d'une encyclopédie, mais plus d'une base de données de connaissance au sens large ; son principe pouvait se rapprocher de celui du site Everything2, les critères d'admissibilité des entrées étant plus larges en comparaison de l'encyclopédie libre Wikipédia. Sa croissance fut rapide et Susning a été considérée en août 2003 comme le second plus gros wiki du web. En avril 2004, peu avant la limitation de son accès, le site comptait plus de 55 000 articles, devant la Wikipédia en suédois qui en comptait 22 000.
Le nombre important de vandalismes augmentant proportionnellement à son succès, ainsi que l'absence de fonctions d'administration permettant de bloquer les auteurs de dégradations auront raison de celui-ci, obligeant le site à désactiver la libre modification de ses articles le 26 avril 2004.